# 미루마에촌
미루마에촌(見前村)은 1955년까지 이와테현 시와군에 존속했던 촌이다. 현재의 모리오카시에 해당한다.

## 연혁
- 1889년 4월 1일 - 정촌제 시행과 함께 시와군 아카자와촌이 성립하였다.
- 1955년 4월 1일 - 이오카촌, 오토베촌과 합병해 도난촌이 되었다.

## 참고서적
- 『이와테현 정촌 합병지』(이와테현 총무부 지방과, 1957년)